# Lodewijk van der Grinten
Lodewijk van der Grinten (Venlo, 8 april 1831 - aldaar, 11 april 1895) was een Nederlandse apotheker. Hij legde de basis voor de later tot multinational uitgegroeide fabriek voor kopieermachines Océ in Venlo die in 2009 door Canon Europa NV is overgenomen.

## Leven en werk
Van der Grinten startte in 1857 als apotheker in Venlo. Vanwege zijn interesse in scheikunde ontwikkelde hij in de jaren zeventig van de 19de eeuw boterkleursel om margarine de kleur van boter te geven. In 1877, dat als startjaar van Océ wordt beschouwd, werd het product voor het eerst op de markt gebracht en vond gretig aftrek bij magarinefabrikanten. De derde zoon Frans van der Grinten heeft na het overlijden van zijn vader de apotheek voortgezet en is daarnaast gestart boterkleursel fabrieksmatig te produceren. De apotheek werd overgedaan aan zijn broer Wiel. Vanuit het chemisch proces voor de productie van boterkleursel is weer later het proces ontwikkeld om via lichtdruk kopieën te maken. Met de productie van kopieerapparaten is het bedrijf onder de naam Océ vervolgens groot geworden.

## Van der Grintenstraat/gedenkteken
In 2009 is de straat waaraan tegenwoordig Canon Europa NV is gevestigd naar Van der Grinten vernoemd. Op de Steenstraat 2 in Venlo, waar Van der Grinten is geboren en de oorspronkelijke apotheek was gevestigd, is op de gevel informatie aanwezig over de geschiedenis van het pand.